# Ліза Джейкоб
Ліза Джейкоб (англ. Lisa Jacob, 13 травня 1974) — американська плавчиня.
Олімпійська чемпіонка 1996 року.
Переможниця Панамериканських ігор 1991 року.
Переможниця літньої Універсіади 1995 року.